# Лянцкоронский, Станислав (маршалок)
Станислав Лянцкоронский (называемый Маршалкович) (пол. Stanisław Lanckoroński; (ум. 1489) — дипломатический и военный деятель Королевства Польского XV века, маршалок надворный коронный (1477—1489).

## Биография
Происходил из аристократического рода западно-русских шляхтичей герба Задора. Один из самых богатых магнатов Малой Польши XV века. Владелец Бжозува, Ланцкороны и Владислава.
В мирное время руководил работой сеймиков. В 1468 году в составе польской делегации был направлен к чешскому королю Йиржи из Подебрад. Целью дипломатической миссии, не увенчавшейся успехом, было достижение согласия на занятие чешского престола Владиславом Ягеллоном, будущим королём Владиславом II.
В 1468—1478 годах Станислав Лянцкоронский активное участвовал в военных конфликтах десятилетней войны между королём Чехии Владиславом и королём Венгрии Матвеем I Корвиным за обладание Чехией и власть над Силезией и Моравией.
В 1475 году Станислав Лянцкоронский в качестве кухмистра сопровождал принцессу Ядвигу Ягеллонку в Баварию, где она вышла замуж за Георга, будущего герцога Баварско-Ландсхутского.
В 1478 году вместе с дипломатом и историком Яном Длугошем был в составе польского королевского посольства в Буду и Вышеград, заключившим перемирие с Матьяшем I.

## Семья
Был женат на Анне Куроцвенской. От этого брака родились сыновья
- Предслав Лянцкоронский (ок. 1467—1531), гетман малороссийский, староста хмельницкий.
- Станислав Лянцкоронский (около 1465 — ум. до 21.10.1535), воевода подольский и сандомирский